# Баранов, Андрей Владимирович (композитор)
Андрей Владимирович Баранов (17 августа 1960, Волжск — 2 августа 2003, Марий Эл) — российский композитор, гитарист и мультиинструменталист, игравший на многих музыкальных инструментах, среди которых кроме гитары были гусли, бузуки, кобза, укулеле, банджо, кашгарский рубоб, ямбра и другие народные струнные щипковые инструменты, а также клавишные инструменты, казу и перкуссия.

## Биография
Родился 17 августа 1960 года в Волжске Республики Марий Эл. Жил в Москве. Андрей Баранов полюбил музыку уже после того, как начал ей заниматься. Когда ему было 5 лет, он отморозил руки, и чтобы восстановить двигательные функции пальцев, начал играть на аккордеоне, а затем увлёкся гитарой. Пока родители находились в зарубежной командировке, Андрею пришлось заканчивать десятый класс в 1977 г. в школе-интернате при Министерстве иностранных дел в Москве.
В 1977 году не прошёл по конкурсу в МИСИ и вернулся в Волжск, поступил работать на Марбумкомбинат учеником слесаря. В июне 1978 года поступил в Московский институт гражданской авиации на специальность «Техническая эксплуатация авиационного радиоэлектронного оборудования». Окончил институт в феврале 1985 года, но, получив диплом, стал не авиатором, а музыкантом в ансамбле фольклорной музыки под управлением Владимира Назарова.
Баранов впервые стал известен как виртуозный музыкант-гитарист и мультиинструменталист, композитор-мелодист, выступая в качестве участника популярных коллективов «Ансамбль под управлением Владимира Назарова» и «Своя игра» (куда входили скрипачка Тамара Сидорова и мультиинструменталисты Александр Шишов, Василий Порфирьев и Борис Сэхон). Наиболее известны песни в их исполнении «Танец маленьких утят», «Ах, карнавал!».
В конце 1980-х годов в составе проекта «Караван мира», объединившего музыкантов, актёров и клоунов, он объехал всю Европу. В начале 2000-х годов совместно с Михаилом Маховичем (мандолина) и Анатолием Негашевым (контрабас) создал собственный коллектив — «Трио Бараноff», с которым гастролировал по стране. Также Андрей в качестве сессионного музыканта принимал участие в записи альбомов и гастрольной деятельности таких звёзд российской эстрады и авторской песни, как ансамбль «Кукуруза», группа «Любэ», Александр Малинин, Олег Митяев, Андрей Козловский, группа «ГрАссМейстер» и других.
Андрей Баранов побывал на гастролях в 42 странах и сделал более 653 записей[уточнить] в разных гитарных стилях: фолк, этника, кантри, блюграсс, блюз, джаз-мануш, латина, босса-нова, вальс. Кроме акустической гитары, он играл более чем на десяти других струнных щипковых инструментов, клавишных, казу, перкуссии и других. В начале 1990-х годов Баранов серьёзно изучал языческие культуры: шаманизм, якутские камлания, тувинское горловое пение. Он организовал несколько фестивалей якутской музыки в Европе, а в 1992 году в Дюссельдорфе пытался открыть якутский фольклорный центр.
Баранов — автор множества музыкальных произведений для спектаклей артистов: Льва Дурова (спектакль «С приветом, Дон Кихот!» театра «Школа современной пьесы»), Татьяны Васильевой («Ну всё, всё, всё…» с участием Валерия Гаркалина), клоун-мим-театра «Лицедеи».
Музыка Баранова звучит в телевизионных сериалах «Участок» (2003), «Бухта Филиппа»; в фильме «Валентин и Валентина» (1985) есть фрагмент концерта ансамбля В. Назарова (с песней «Ах, карнавал!», где Баранов играет на гитаре). На телевидении демонстрировался клип «МАМАКАБО» с участием Леонида Лейкина («Лицедеи») и Татьяны Васильевой.
Неоднократный участник Грушинского фестиваля, других фестивалей авторской песни, Бард-слёта на Кипре.
С острова Провиденсия Баранов привёз слово «мамакАбо» и назвал им свой единственный прижизненный альбом «Капитан Морган. МАМАКАБО», записанный при помощи музыкантов группы «ГрАссМейстер». В планах была запись ещё одного альбома, для которого была написана уже почти вся музыка, и организация фестиваля гитарной музыки у себя на родине.
Погиб 2 августа 2003 года в возрасте 42 лет в автокатастрофе на 86-м километре трассы Йошкар-Ола — Волжск по дороге на озеро Яльчик, на фестиваль Йошкар-Олинского КСП. Не дожил несколько месяцев до выхода 8 декабря 2003 года на Первом канале сериала «Участок», большую часть саундтрека к которому написал и исполнил.

## Память
- Именем Андрея Баранова названа улица в Волжске[2].
- В память об Андрее проводятся ежегодные фестивали: Международный музыкальный фестиваль имени Андрея Баранова («Баранка.ру»)[3][4] в родном городе музыканта Волжске и Международный музыкальный арт-фестиваль «МАМАКАБО» в разных городах России и за рубежом (Египет, Хорватия)[5].
- В 2006 году вышел «Инструментальный альбом» группы Грассмейстер, на котором записана композиция «Посвящение Андрею Баранову», автором которой является гитарист Тимур Ведерников.
- Виктор Третьяков посвятил Андрею Баранову песню "Улетаю" (Я однажды забыл, что я — бог… )

## Дискография
- В 1995 году под псевдонимом «Капитан Морган» Андрей Баранов совместно с музыкантами группы «ГрАссМейстер» записал в Москве свой первый альбом «Капитан Морган. МАМАКАБО», который был выпущен в Англии (1998 г., Milio Records), а затем в России (2000 г., переиздание 2010 г., МИЦ «Музпром-МО»). Этот альбом инструментальной музыки включает пьесы в стиле блюграсс, блюз, рэгтайм, кантри, босса-нова, джаз-мануш, вальс, реггей и марш[1].
- В 2004 году вышел DVD-диск «Очень хочется летать…» с записью концерта памяти Андрея Баранова, состоявшегося 12 февраля 2004 года в Московском Центральном доме художника на Крымском валу. На диск вошли также уникальные архивные записи Андрея.
- К этому же концерту был выпущен второй — концертный — альбом «Андрей Баранов. Live».
- Композиции Андрея Баранова вошли в КД-сборники «Республика на Волге. Грушинский фестиваль. Рок-сцена» (журнал «АвтоЗвук», № 7-2004), «МАМАКАБО» (2005 г.)

## Фестивали
Друзьями Андрея Баранова были организованы международные музыкальные фестивали его памяти.
- C 2003 года ежегодно летом в родном городе музыканта Волжске проводится Международный музыкальный фестиваль имени Андрея Баранова («Баранка.ру»)[6]. В фестивале принимали участие Юрий Матвеев, Сергей Старостин, Сергей Манукян, Ирина Сурина, Тамара Сидорова, Андрей Козловский, Андрей Шепелёв, Вовка Кожекин, группа «Медвежий угол» и др.
- Усилиями Тимура Ведерникова в 2004 году в Волжске прошёл первый Международный музыкальный фестиваль памяти Андрея Баранова «МАМАКАБО». С тех пор «МАМАКАБО» стал проводимым в разных городах ежегодным международным арт-фестивалем современной музыки, в котором в разное время принимали участие известные музыканты — Иван Смирнов, Дмитрий Четвергов, Дмитрий Малолетов, Ирина Богушевская, Евгений Маргулис, Максим Леонидов, Алексей Иващенко и многие другие.

## Клуб «На пеньках»
10 февраля 2006 года в Москве образован клуб Андрея Баранова «На пеньках». В нём участвуют известные исполнители авторской песни и инструментальной музыки: Иван Смирнов, Екатерина Болдырева, Павел Фахртдинов, Михаил Кочетков, Алексей Лысиков, Ксения Федулова, Николай Харитонов, Евгений Агапов, Наталья Дудкина, Павел Аксёнов, Сергей Милюков, Вовка Кожекин, Наталья Кучер.